# Turistická navigace

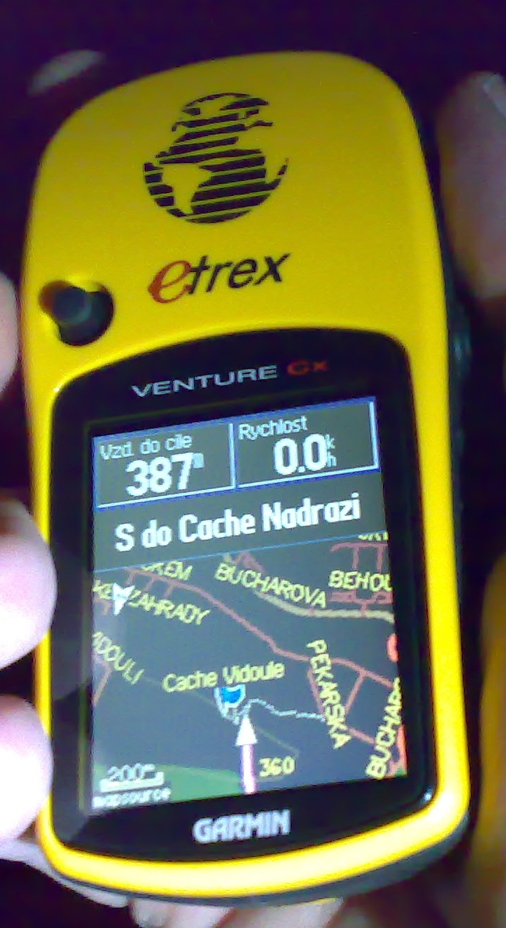
Turistický navigační přístroj značky Garmin

Turistický navigační přístroj, jednodušeji turistická navigace nebo lidově GPSka je přenosné zařízení, pro určení vlastní polohy využívá službu satelitní navigace. Využívá se v terénu a pro snazší orientaci např. při turistice, cykloturistice nebo hře Geocaching.
Oproti navigačním přístrojům pro auta jsou turistické navigátory uzpůsobeny pro delší provoz na baterie a bývají odolnější povětrnostním podmínkám, dokonce i vodě . Samozřejmostí bývá také nižší váha a ergonomičtější rozměry.
Jejich funkci z velké části převzaly chytré telefony nebo chytré hodinky, které umí pracovat se satelitní navigací i mapami.

## Historie
Původní přístroje byly určeny výhradně pro zjištění přibližné pozice v terénu, protože systém Global Positioning System měl v sobě úmyslně zaváděnou chybu, která nedovolovala určení pozice na desítky metrů. Po vypnutí této překážky v roce 2000 začal rozvoj těchto zařízení i pro širokou veřejnost.

## Rozdělení
V základu lze přístroje rozlišit na mapové a nemapové.

### Mapové přístroje

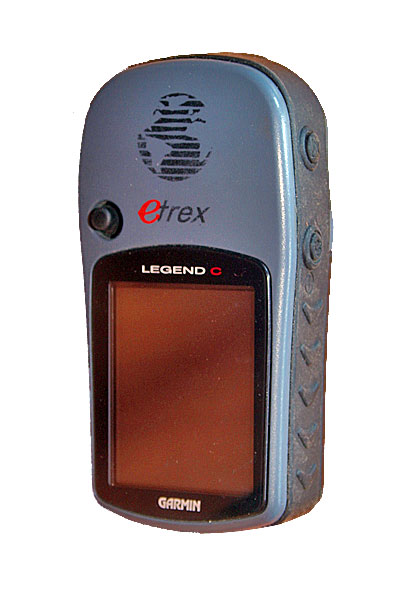
Mapový přístroj Garmin

Mapové přístroje jsou vybavené mapovými podklady a navigace probíhá podobně jako v případě navigace do automobilu. Uživatel vidí na displeji mapu a na ní zobrazenou svou pozici, případně pozici cílového místa. Jasnou výhodou těchto přístrojů je přehled o okolí a tak je méně pravděpodobné, že se uživateli do cesty postaví řeka nebo rokle.

### Nemapové přístroje

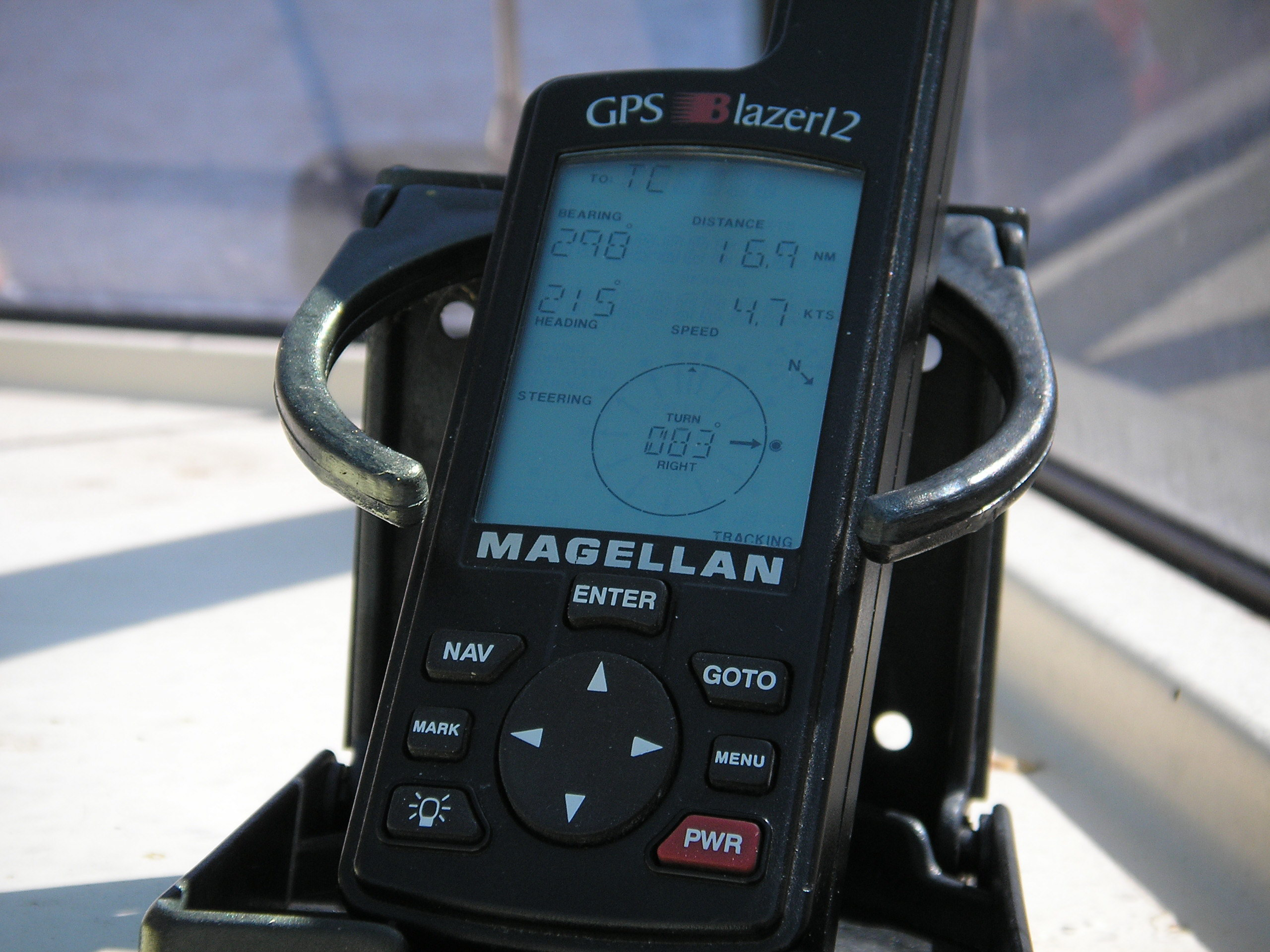
Nemapový navigátor

Nemapové přístroje slouží pouze jako pomůcka ke klasické mapě a zobrazují buď aktuální souřadnice nebo kompas s ukazatelem směru k cíli. Tyto jsou postupně nahrazovány mapovými modely a na trhu se objevují již pouze kvůli nízké ceně. Výjimku tvoří náramkové přístroje, spíše hodinky s funkcí satelitní navigace.

## Funkce
Přístroje fungují jako přijímače signálu z družic globálního družicového polohového systém. Nedokáží jej vysílat. Po určení polohy signálem ze 3 - 4 družic je zařízení následně schopné uživateli dávat informace o aktuální rychlosti, směru, nadmořské výšce a vzdálenosti do definovaného cíle.

### Mapové podklady
V závislosti na mapových podkladech pak navigátor může vést trasu po silnicích, pěších a turistických trasách nebo přímo. Zpravidla každý přístroj vybavený potřebnou mapou lze použít i v automobilu, ale zde se stává nevýhodou menší displej a absence navádění hlasem.

### Hardwarové vybavení
Aby přístroj mohl kromě polohy určovat také přesný směr, je většina modelů vybavena kompasem. Ten může být elektronický nebo elektromagnetický. Nevýhoda elektromagnetického kompasu spočívá v tom, že dobře určuje světové strany pouze, když je uživatel s přístrojem v pohybu.
K určení nadmořské výšky přístroje využívají barometrický výškoměr nebo signál GPS. Nevýhoda signálu GPS spočívá v potřebě příjmu signálu z více družic a měření není tak přesné jako u barometrického výškoměru.

### Ostatní funkce
Přístroje zpravidla disponují dodatečnými funkcemi jako např.:
- Čas
- Datum
- Převod souřadnic
- Agenda nalezených pokladů (Geocaching)
- Kalkulačka, hodiny, ...
- Lov/Rybolov
- Východ slunce/měsíce

## Výrobci
Mezi přední světové výrobce patří společnost Garmin. Mezi dalšími například Leadtek.